# Erbrichtergut Pressel
Das einstige Erbrichtergut Pressel ist ein denkmalgeschütztes Gebäude im in der Dübener Heide liegenden Ortsteil Pressel der Gemeinde Laußig (Landkreis Nordsachsen im Freistaat Sachsen). Es  wird vom Baustil her den drei Epochen Renaissance, Barock und Historismus zugeordnet.

## Baubeschreibung und Geschichte
Das einstige Erbbrichtergut im erstmals 1434 urkundlich erwähnten Pressel ist in der Ortsmitte zu finden. Eine urkundliche Erwähnung eines Lehnrichtergutes gab es erstmals im Jahre 1505. Laut Schumanns Vollständigem Staats-, Post- und Zeitungslexikon von Sachsen im Jahre 1821 gehörten zu ihm ursprünglich vier Hufen Land. Beim Wohnhaus handelt es sich um auf einem Backsteinsockel befindlichen zweigeschossigen und verputzten Ziegelbau. Es ist unter anderem mit Krüppelwalmdach versehen. Die Giebel wurden vermutlich in Fachwerkbauweise errichtet. Datiert wird das Gebäude auf die Zeit um 1800.
An der Vorderseite ist ein turmartiger oktogonaler Anbau mit schmalen, schlitzartigen Fenstern und einer profilierten Holztraufe zusehen. Dieser Anbau stammt aus dem Jahre 1929. Auch er ist ein zweigeschossiger Ziegelbau und mit einem Satteldach versehen. Auf einer in der Ecke eingelassenen Sandsteintafel sind Initialen und die Jahreszahl 1929 zu sehen.
Das auf die Jahre 1846 bis 1855 datierte Seitengebäude ist ebenfalls zweigeschossig und verputzt. Es wurde mit einem Krüppelwalmdach und einer Biberschwanzdeckung versehen. Über dem Portal sind auf einer Sandsteintafel die Initialen G.G. und die Jahreszahl 1930 zu sehen. Verbunden werden Anbau und Seitengebäude durch ein kleineres
eingeschossiges Gebäude. Zwischen den Gebäuden ist eine mit einer Biberschwanzdeckung überdachte Toranlage mit weit überspannendem Bogen zu finden. Das aus kleinen Bruchsteinen bestehende Hofpflaster des Gutes gilt als original erhalten.

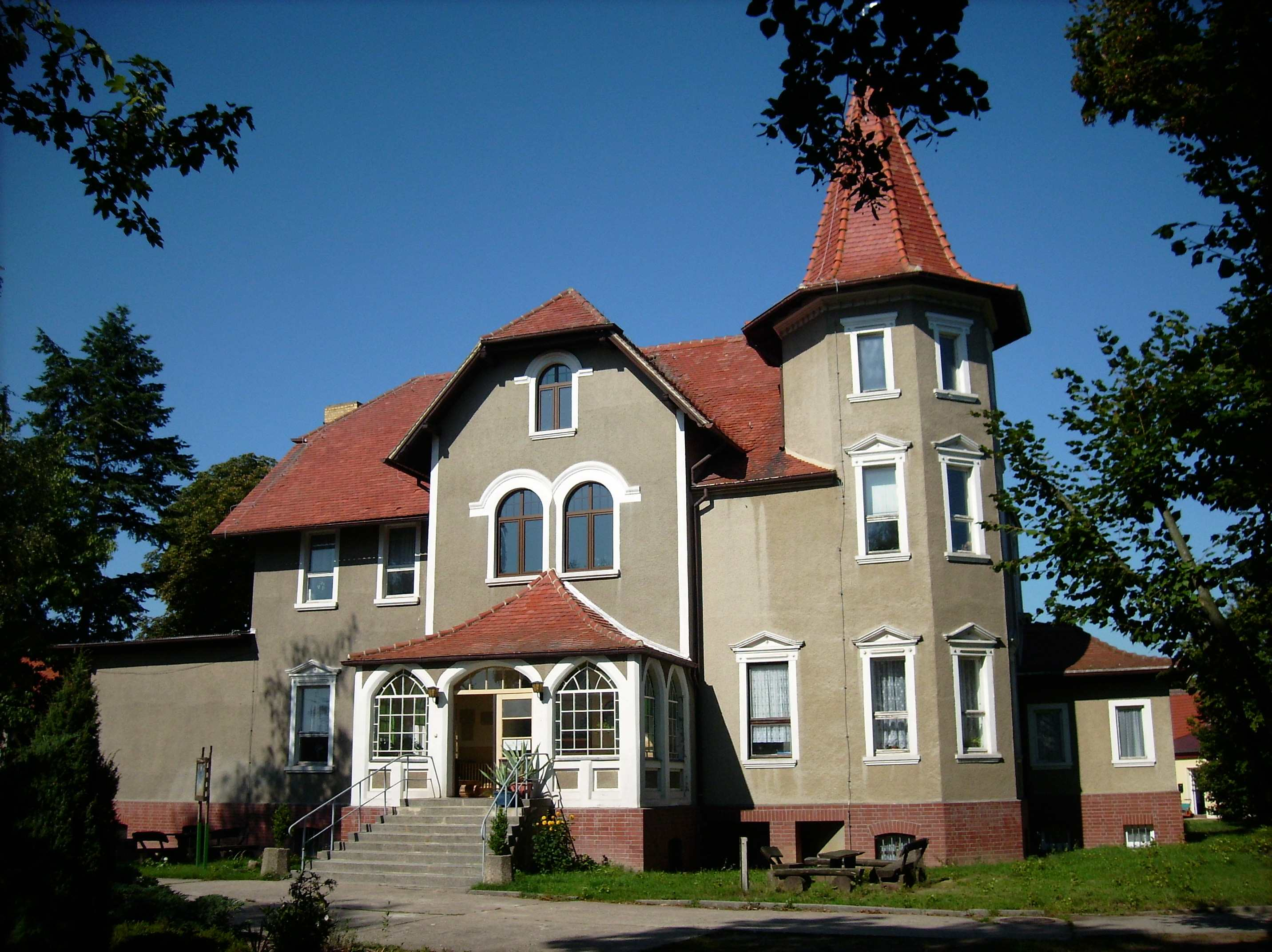
Schloss Pressel

Einige hundert Meter nördlich des Erbrichtergutes befindet sich in der Falkenberger Straße das sogenannte Schloss Pressel. Dabei handelt es sich um das in den Jahren 1910 und 1911 errichtete Herrenhaus des Gutes. Das Gebäude, welches einst für den Juristen und späteren Reichstagsabgeordneten Günther Gereke (1893–1970) als Wohnsitz gebaut wurde, steht heute ebenfalls unter Denkmalschutz.